# Стив Маквин (редитељ)
Стив Маквин (енгл. Steve McQueen; Лондон, 9. октобар 1969) британски је филмски режисер, сценариста и продуцент. За филм Дванаест година ропства из 2013. године освојио је награде Оскар и Бафта за најбољи филм, као и Златног глобуса у категорији Најбољи филм (драма). Маквин је за сада једини црни режисер који је освојио Оскара за најбољи филм.
Поред Дванаест година ропства, Маквин је режирао још 7 кратких и 2 играна филма — Глад и Срам који су били номиновани за најбољи британски филм на додели награда Бафта. Познат је по својој сарадњи са глумцем Мајклом Фасбендером који се појавио у сва три његова филма закључно са 2013. годином.
Маквин је 1999. године освојио Тарнерову награду, највише признање које се додељује британским визуелним уметницима. Године 2011. додељен му је Орден Британске империје трећег реда за допринос визуелној уметности.

### Филмографија
| Година | Филм                    | Појављује се као | Појављује се као | Појављује се као | Зарада       |
| Година | Филм                    | Режисер          | Продуцент        | Писац            | Зарада       |
| ------ | ----------------------- | ---------------- | ---------------- | ---------------- | ------------ |
| 2008   | Глад                    | Да               |                  | Да               | $2,724,474   |
| 2011   | Срам                    | Да               |                  | Да               | $17,693,675  |
| 2013   | Дванаест година ропства | Да               | Да               |                  | $140,160,000 |
| 2018   | Widows                  | Да               | Да               | Да               |              |